# HE 1327-2326
HE 1327-2326 är en ensam stjärna belägen i den mellersta delen av stjärnbilden Vattenormen. Den har en skenbar magnitud av ca 13,5 och kräver ett kraftfullt teleskop för att kunna observeras. Baserat på parallax enligt Gaia Data Release 2 på ca 0,888 mas beräknas den befinna sig på ett avstånd av ca 3 700 ljusår (ca 1 130 parsec)från solen. Den rör sig bort från solen med en heliocentrisk radialhastighet av ca 62 km/s.

## Observation
HE 1327-2326, upptäckt 2005 av Anna Frebel et al., var stjärnan med lägst kända järnförekomst tills SMSS J031300.36-670839.3 upptäcktes. Stjärnan tillhör Population II-stjärnor, med ett solstandardiserat järn till väteindex [Fe/H], eller metallicitet, på -5,4 ± 0,2. Skalan är logaritmisk och detta tal anger att stjärnans järnhalt är ungefär 1/250 000 av den för solen. Den har dock en kolförekomst på ungefär en tiondel solens ([C/H] = −1,0), och det är inte känt hur dessa två överskott kan ha producerats/existerar samtidigt. Enligt Hamburg/ESO-undersökningen för metallfattiga stjärnor, bildades den förmodligen under en tidsålder av universum då metallhalten var mycket lägre. Det har spekulerats i att den här stjärnan är en del av den andra generationen, född ur gasmolnen som genomsyrades av element som kol av de ursprungliga Population III-stjärnorna.
År 2018 var HE 1327-2326 den ljusaste stjärnan med [Fe/H] < -5. Detta är viktigt eftersom spektrallinjerna för metaller är svaga i sådana stjärnor, så en ljusstark stjärna behövs för att få höga signal/brusspektra.
Den lilla mängd metaller som ses i HE 1327-2326 tros ha producerats av en supernovahändelse i en första generationens stjärna. Sfäriskt symmetriska modeller av supernovor misslyckas med att reproducera de relativa mängderna av metaller som ses i HE 1327-2326, oavsett massan av supernovaförfädern. På grund av detta,  hävdade Ezzeddine et al. 2019 att HE 1327-2326:s metallanrikning berodde på en asfärisk supernovaexplosion av en Population III-stjärna med en massa av 25 solmassor, som berikade det interstellära mediet via massförlust genom bipolära jetstrålar.

## Egenskaper
HE 1327-2326 är en röd till orange stjärna av spektralklass CEMP-no. Den har en massa av ca 0,7 solmassa, och en effektiv temperatur av ca 6 200 K.